# Krwawa setka. 100 najważniejszych powieści kryminalnych
Krwawa setka. 100 najważniejszych powieści kryminalnych – książka krytycznoliteracka omawiająca 100 powieści kryminalnych. Jej autorami są profesor Wojciech Burszta i dr hab. Mariusz Czubaj. Książka ukazała się w 2007 w wydawnictwie Wyd. Muza, Warszawskie Wydawnictwo Literackie, s. 286, ISBN 978-83-7495-171-5. Mariusz Czubaj jest współautorem i autorem kilku powieści kryminalnych.
W Wielkiej Brytanii opracowano w 1990 listę 100 powieści kryminalnych - The Top 100 Crime Novels of All Time, a w USA w 1995 The Top 100 Mystery Novels of All Time, w Japonii w 1985 Tozai Mystery Best 100, w 2012 50 tytułów.